# Intermission (Film)
Intermission ist eine irisch-britische Filmkomödie von John Crowley aus dem Jahr 2003. Eine der Hauptrollen spielt Colin Farrell.

## Handlung
Der Gangster Lehiff begeht häufig kleine Straftaten und Coups. Schon am Filmanfang flirtet er mit einer Kellnerin im Café, lenkt ihre Aufmerksamkeit ab, schlägt sie zusammen und stiehlt das Bargeld aus der Kasse.
John arbeitet als Aushilfskraft in einem Supermarkt unter dem unangenehmen Filialleiter Mr. Henderson. Er wohnt mit Deirdre zusammen, die ihn verlässt. Er frequentiert mit seinem Freund eine Single-Bar, die zu seiner Enttäuschung den älteren Jahrgängen vorbehalten scheint. Chaoten stehlen dem reaktionären Polizisten und Amateurboxer Lynch den Dienstwagen und brennen ihn samt den geliebten Clannad-CDs aus, was diesen wütend zurücklässt. John will seine Freundin zurückgewinnen, die inzwischen mit dem Bankmanager Sam zusammen ist. Er schließt sich Lehiffs Plan an, Sam zu entführen, Deirdre als Geisel zu nehmen und ihn zu zwingen, seine eigene Bankfiliale auszurauben. Mike, der gerade seinen Busfahrerjob verloren hat, hilft dabei (sein vollbesetzter Bus überschlug sich nach dem Steinwurf eines BMX-Bengels). Doch dann wird Sam auf der Straße von seiner Ex-Ehefrau Noeleen angegriffen; John, Lehiff und Mick, alle maskiert, fliehen ohne das Geld. Sally, Deirdres Schwester, erkennt nach längeren Debatten, dass sie etwas gegen ihren Damenbart unternehmen muss, um bezüglich des Unfalls im Fernsehen auftreten zu können. Lynch mit TV-Reporter im Anhang, der gerade eine Action-Dokusoap über die Verbrechensbekämpfung in den Slums Dublins drehen will – durchaus gegen den Willen des Programmverantwortlichen, aber in der Tat an einen harten Knochen geraten –, erschießt seinen alten Bekannten Lehiff, wird selbst schwer verletzt und erhält einen künstlichen Darmausgang. Sam geht zu seiner sadistischen Ehefrau zurück. Der Supermarkt-Boss Henderson studiert wie so oft im Auto seine Standpauken ein, als er einen Stein an die Windschutzscheibe geworfen bekommt.

## Kritiken
- Ruthe Stein lobte im San Francisco Chronicle das „reiche“ Drehbuch und die Charaktere, die jeweils „eigene Filme verdienen“ würden.[2]
- Kevin Thomas schrieb in der Los Angeles Times, dass die Komödie langweilig und uninspiriert sei. Er kritisierte das Drehbuch.[3]
- Prisma-online.de schrieb, dass die Komödie „temporeich“ sei und lobte die Kameraarbeit sowie die „überzeugenden“ Darstellungen.[4]
- Lexikon des internationalen Films: „Der ambitionierte Ensemblefilm will den vermeintlichen Zufälligkeiten des täglichen Lebens auf den Grund gehen und bietet anspruchsvolle Unterhaltung in lakonischer Inszenierung.“[5]

## Auszeichnungen
Colin Farrell wurde 2004 für den Europäischen Filmpreis nominiert. John Crowley gewann 2003 einen Preis des Galway Film Fleadh und 2004 den British Independent Film Award. Patrick Condren wurde 2004 für den Taurus Award nominiert. Der Film gewann den IFTA Award in vier Kategorien – darunter John Crowley für die Regie und Mark O’Rowe für das Drehbuch – und wurde in acht weiteren Kategorien für diesen Preis nominiert.

## Hintergrund
Die Dreharbeiten fanden in Dublin statt. Die Produktionskosten betrugen schätzungsweise 5 Millionen US-Dollar.